# Pietro Massini
Pietro Massini (Brescia, 15 novembre 1796 – ...  dopo il 1836) è stato un tenore italiano.

## Biografia
Fu un cantante lirico, quindi insegnò canto e fu direttore della Società Filarmonica di Milano. Nel corso di un concerto al Teatro Filodrammatici, a Milano, ebbe modo di ascoltare un giovane Giuseppe Verdi che si esibiva come maestro al cembalo durante un'esecuzione dell'oratorio La Creazione di Franz Joseph Haydn il 12 e 14 aprile del 1834. Notando le doti del giovane musicista, lo incaricò di comporre la sua prima opera ma poi non rispose mai alle lettere che Verdi gli inviò per sollecitargli un incontro. Verdi compose così la sua prima opera, Rochester su libretto di Antonio Piazza, che venne poi rappresentata a Milano nel 1839 con il titolo di Oberto, Conte di San Bonifacio. Massini fu comunque colui che instillò in Giuseppe Verdi l'interesse per la composizione e per l'opera che portarono poi alla nascita del grande genio verdiano.